# Newnham Castle
Newnham Castle var et middelalderligt slot i landsbyen Newnham i Kent i England.

## Historie
Newnham Castle blev bygget af normanneren Fulk de Newenham midt i 1100-tallet under det engelske anarki under Stefan af Blois. Slottet lå på en skråning nord for landsbyen og var opbygget som en Motte-and-bailey. Den havde et keep i  sten, som var omkring 6,2m x 6,1 m i grundplan med 1,8 meter tykke vægge med runde hjørner. Da det var bygget, blev der gravet en masse jord op omkring keepen til at lave motten ligesom  på Farnham.